# Sigurd Evensmo
Sigurd Evensmo född 1912 på Hamar, död 1978, var en norsk författare och journalist.
Han började som journalistlärling vid Hamar Arbeiderblad och fortsatte sedan som journalist vid flera olika arbetartidningar, bland annat Tiden i Arendal, Fremtiden i Drammen och på Arbeidernes pressekontor i Oslo, och 1939 började han på Arbeiderbladet. Under kriget var Evensmo aktivt med i motståndsrörelsen, han skrev i den illegala tidningen «Bulletinen», något som ledde till att han måste fly från Norge. Från 1953 var han medlem i redaktionen för tidningen Orientering. Han var filmkrönikör i NRK mellan åren 1948 och 1962.
Innan kriget hade han gett ut ett skådespel, Konflikt 1934. Hans första romanen kom ut 1945, Englandsfarere. Handlingen i boken hade sin bakgrund i Evensmos egna erfarenheter från kriget. Romantrilogin Grenseland (1947), Flaggermusene (1949) och Hjemover (1951) är ett huvudverk i den norska efterkrigslitteraturen, och är en social och psykologisk skildring av brytningen mellan lands- och stadsmiljö och av en ung, intellektuell arbetarpojkes utveckling under mellankrigstiden. Evensmo fick Kritikerpriset för böckerna, och under slutet av 1970-talet var trilogin underlag för teveserien Grenseland som gjordes av NRK. Romanerna Gåten fra år null, Femten døgn med Gordona och Miraklet på Blindern kan alla kategoriseras som science fiction, och Evensmo var bland de första som skrev i denna genre i Norge. Han skrev också manus till flera filmer, bland annat Strandhugg, baserad på Axel Jensens roman Line, och Bare et liv – historien om Fridtjof Nansen.